# Labské louky
Labské louky (německy Elbwiesen) jsou termín pro pásmo luk, táhnoucí se v délce 30 km po obou březích Labe v Drážďanech. 
S výjimkou několika krátkých nábřeží louky protínají celé město včetně historických částí a umožnují tak jedinečné pohledy na barokní stavby přes kosené louky i spásané pastviny. Nejužší plochy se šířkou v řádu desítek metrů se nalézají pod svahy podél vnějších stranách meandrů, největších šířek přes 400 m dosahují na vnitřních náplavových úsecích. Často obklopují samostatné městské části, mnohdy plynule přecházejí do lesních celků. Především systém labských luk zařazuje Drážďany mezi nejzelenější města v Německu. Louky mají status zemědělské půdy. Trávní hmota je buď sečena dvakráte do roka nebo přímo spásána ovcemi i hovězím dobytkem. V tomto případě poskytuje obzvláště jedinečný doprovod siluet města. Plnohodnotná zemědělská činnost zamezuje rozvoji náletových dřevin. 
Retenční schopnost poskytuje přirozenou ochranu města do hodnot desetileté vody, možnost rozlivu zmírňuje i následky katastrofálních povodní. Vodohospodářský význam představuje poskytování labského filtrátu pro vodárny Hosterwitz a Tolkewitz, které zajištují přes 40% spotřeby ve městě. Na Labských loukách stojí i budova historické vodárny Saloppe.

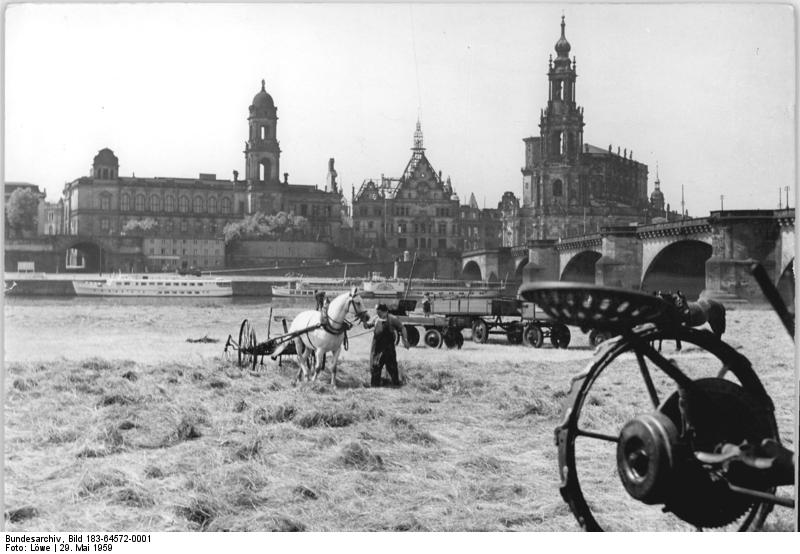
Senoseč před katedrálou (1959)

Na Labské louky se lze snadno dostat městskou hromadnou dopravou a jsou intensivně využívány k rekreaci. Na loukách se každoročně promítají filmy na festivalu Filmové noci na břehu Labe, plocha luk slouží i jako letiště pro kluzáky.
Labské louky jsou součástí většího množství chráněných přírodních oblastí, v letech 2004 až 2009 se jako součást celku Labské údolí v Drážďanech ocitly i na seznamu přírodních památek světového dědictví UNESCO.